# Jordan McFadden
Jordan McFadden (Spartanburg, 16 novembre 1999) è un giocatore di football americano statunitense che milita nel ruolo di guardia per i Los Angeles Chargers della National Football League (NFL).

## Carriera

### Los Angeles Chargers
Al college McFadden giocò a football a Clemson, venendo inserito nella formazione ideale dell'Atlantic Coast Conference nel 2022. Fu scelto nel corso del quinto giro (156º assoluto) del Draft NFL 2023 dai Los Angeles Chargers. Debuttò come professionista subentrando nella gara del terzo turno contro i Minnesota Vikings giocando uno snap negli special team. La sua prima stagione si chiuse con 12 presenze, di cui 2 come titolare.